# Cuayo Buenavista
Cuayo Buenavista är en ort i Mexiko.   Den ligger i kommunen Axtla de Terrazas och delstaten San Luis Potosí, i den centrala delen av landet, 230 km norr om huvudstaden Mexico City. Cuayo Buenavista ligger 105 meter över havet och antalet invånare är 196.
Terrängen runt Cuayo Buenavista är kuperad västerut, men österut är den platt. Runt Cuayo Buenavista är det ganska tätbefolkat, med 100 invånare per kvadratkilometer. Närmaste större samhälle är Tampacan, 18,9 km öster om Cuayo Buenavista. I omgivningarna runt Cuayo Buenavista växer huvudsakligen savannskog.